# Savane (album Ali Farka Touré)
Savane è l'ultimo album solista del musicista maliano Ali Farka Touré. È la terza e ultima parte dell'Hôtel Mandé Sessions, insieme al musicista Toumani Diabaté. L'album è stato pubblicato postumo da World Circuit il 17 luglio 2006, più di quattro mesi dopo la morte di Touré.
Le sessioni di registrazione all'Hôtel Mandé di Bamako si sono svolte da giugno a luglio 2004. Touré, che soffriva di cancro, aveva voluto rimanere in Mali, quindi era stato allestito uno studio temporaneo all'ultimo piano dell'hotel. Touré approvò la registrazione finale di Savane poche settimane prima della sua morte, nel marzo 2006. Disse dell'album: "So che questo è il mio miglior album di sempre. Ha più potenza ed è il più diverso".
Savane comprende parecchi musicisti blues non africani, come Little George Sueref, Pee Wee Ellis, e Afel Bocoum.
L'album è stato approvato con grande successo della critica, guadagnando ad esempio un punteggio di 94 su Metacritic. L'album è stato anche incluso nel libro 1001 Albums You Must Hear Before You Die(1001 album che devi ascoltare prima di morire).

## Tracce
1. Erdi – 4:42
2. Yer Bounda Fara – 4:18
3. Beto – 4:49
4. Savane – 7:43
5. Soya – 4:38
6. Penda Yoro – 5:25
7. Machengoidi – 3:35
8. Ledi Coumbe – 3:16
9. Hanana – 2:34
10. Soko Yhinka – 5:05
11. Gambari Didi – 3:49
12. Banga – 3:48
13. N'Jarou – 4:55